# Helorus paradoxus
Helorus paradoxus är en stekelart som först beskrevs av Léon Abel Provancher.  Helorus paradoxus ingår i släktet Helorus och familjen bladluslejonsteklar. Inga underarter finns listade i Catalogue of Life.